# ستانلي كير
ستانلي كير (بالإنجليزية: Stanley Kerr)‏ هو أكاديمي أمريكي، ولد في 30 مارس 1894 في هوبويل في الولايات المتحدة، وتوفي في 14 ديسمبر 1976 في برينستون في الولايات المتحدة.